# 拉脫維亞流亡外交機構

拉脱维亚国旗

拉脫維亞流亡外交機構為拉脱维亚共和国唯一在1940和1990年間運作的政府機構。1940年時，波羅的海三國被蘇聯根據當時與納粹德國簽訂的德蘇互不侵犯條約被蘇聯佔領且被迅速蘇維埃化。在佔領時駐紮在外的拉脫維亞共和國大使及領事館的外交官拒絕承認蘇聯化的拉脫維亞及返回原居地。
拉脫維亞流亡外交機構繼續在不承認蘇聯佔領波羅的海三國的國家運作，且在該些國家代表拉脫維亞共和國的利益。
在1991年拉脫維亞（及其他二國）恢復獨立後，拉脫維亞流亡外交機構開始向重新設立的拉脫維亞外交部履職。

## 背景
拉脫維亞在1940年6月17日被蘇聯紅軍佔領並以拉脫維亞蘇維埃社會主義共和國的形式被併入蘇聯的本體。
在紅軍入侵拉脫維亞的前一個月，拉脫維亞政府的內閣授予時任駐英國大使Kārlis Zariņš特殊權力以維護拉脫維亞在外的利益。該權利除了包含一般的外交角色外，也包含了處理財產及監督其他駐外使節的權利。該權利成為了拉脫維亞流亡外交機構得以存在及運作的法律基礎。

美國政府根據不承認主義的原則，不承認蘇聯併吞波羅的海三國的行為。該立場也被多於50個國際承認。
拉脫維亞流亡外交機構的資金由當時拉脫維亞在他國（主要為不承認蘇聯併吞的國家）銀行的黃金儲備支持。

## 活动
在蘇聯佔領拉脫維亞期間，拉脫維亞流亡外交機構在阿根廷、巴西、澳大利亚、加拿大、丹麦、法国、西德、意大利、荷兰、挪威、西班牙、瑞典、瑞士、英国和美国繼續運作。
拉脫維亞流亡外交機構定期就蘇聯佔領的非法性及拉脫維亞恢復國家獨立的權利發表官方聲明。與此同時，它也在外保護拉脫維亞公民的權益及財產。在1947年，被蘇聯佔領的波羅的海三國的外交官向聯合國發送了一份關於他們三國的的聲明。
1949年3月26日，美國國務院發布內部通知指出波羅的海三國仍然是被承認的、擁有自己外交代表的獨立國家。
1969年，拉脫維亞駐美國參贊阿纳托尔斯·丁伯格斯代表了拉脫維亞签署了存放在阿波羅11號的親善信 。
與此同時，拉脫維亞流亡外交機構積極和拉脫維亞在外的僑民組織合作以共同阻止西方國家承認拉脫維亞被蘇聯併吞的合法性。

## 拉脫維亞共和國恢復獨立後的國家代表性轉移
在東歐劇變後，拉脫維亞的流亡外交機構在確保重新獨立的拉脫維亞共和國與蘇聯佔領前的拉脫維亞共和國之間的法律連續性方面發揮了重要的作用，這包含了和蘇聯佔領前的國體的繼承關係。
1991年8月21日，在八一九事件失敗後，拉脫維亞的議會正式從蘇聯直接獨立。由於國際社會普遍承認獨立，拉脫維亞的流亡外交機構的資產開始轉移至被恢復職權的拉脫維亞共和國外交部。作為拉脫維亞流亡外交機構的最後一人負責人，Anatols Dinbergs被提為拉脫維亞常駐聯合國代表及駐美國大使。

## 拉脫維亞流亡外交機構的機構負責人
- Kārlis Zariņš (Charles Zarine) (1940–1963)
- 阿诺兹·斯派克(1963–1970)
- Anatols Dinbergs (1971–1991)。

## 閱讀更多
- 波羅的海國體連續性
- 拉脫維亞共和國外交部